# 渋谷区立臨川小学校
渋谷区立臨川小学校（しぶやくりつ りんせんしょうがっこう）は、東京都渋谷区広尾一丁目にある公立小学校。広尾一丁目の住宅地に所在し、渋谷区地域において3番目に歴史がある小学校である。

## 概要
臨川小学校は、渋谷小学校、千駄ヶ谷小学校に次ぐ第3番目の創立になる古い学校である。同校の設立は渋谷小学校設立の刺激を受けたと考えられる点が多分にある。
学校周辺は、北西の渋谷方面に國學院大學、北の青山方向に日本赤十字社医療センター、日本赤十字看護大学広尾キャンパス、聖心女子大学、東京女学館など、東方向に有栖川宮記念公園、フランス大使館、ドイツ大使館等、学校や大使館が多く存在する地域である。主要な交通路は東京メトロ広尾駅、及び山手線恵比寿駅があり、恵比寿駅から徒歩の場合約8分～10分ほどの場所に位置する。校地南側を明治通りが走る。

## 沿革
経緯
臨川小学校は、渋谷区内の小学校の中で3番目に歴史が古く、1877年（明治10年）12月1日、第一大学区東京府第二中学区第29番公立小学臨川学校として設立された。当時の敷地は祥雲寺 (渋谷区)の寺領で、明治初期は豊多摩郡渋谷町大字下渋谷に属していた。1877年に寺の持畑地が学校の敷地となる。
設立経緯については、土地の古老柴田久左衛門の語るところによれば「上に渋谷小学校ができたのだから、下渋谷もつくろう」という話が有志の間に持ち上がって設立が計画され、設置の場所、設立に対する費用について検討が進められた。地元有志の発起によって進められた建設計画は着々とその実を結び、設立費用に関する寄付金は一口当り30円から最低1円に至るまで65口におよび、その内には数名をもって一口の寄附とするものなどを含んでいたのであるが、総額は実に540円が寄せられた。これは、この当時としては村の財政比しても相当に大きな比重となることから考えれば、この地域の人々がたとえ有力者の勧奨があったにもせよ、学校建設に熱意を持っていたと考えることは至当であろう。　
東京府に提出された「設立願書」によってその詳細を見るならば、学校位置は第二中学区内第二九番小学区第七区一小区下渋谷村一七一番地とあり、これは現在とほほ同じであって、創立の時から場所が変わらないのは同校のみである。敷地坪数は下渋谷村祥雲寺持畑1200坪の内の305坪であって、その内の155坪は学校敷地として下附、150坪を借地とし、その敷地に45.5坪草葺平屋建ての校舎を建設したのである。教室は4室で12畳が2教室、24畳が1教室でいずれも板敷きであり、四方は障子であった。教師控室、世話掛り子使詰所の両室は共に6畳でやはり障子張りであることは、寺子屋の大きいものと考えてもよいであろう。このような姿は明治初期における小学校に共通のものであったとされている。
年表
- 1877年（明治10年）12月1日 - 第一大学区東京府第二中学区第29番公立小学臨川学校として創立した[2]。
- 1908年（明治41年）1月1日 - 渋谷町立臨川尋常小学校と名称変更。
- 1932年（昭和7年）10月1日 - 東京市編入と共に東京市臨川尋常高等小学校と名称変更。
- 1941年（昭和16年）4月1日 - 東京市立臨川国民学校と名称変更。
- 1947年（昭和22年）4月1日 - 文部省令により東京都渋谷区立臨川小学校と名称変更。
- 1977年（昭和52年）6月30日 - 渋谷区特別研究奨励校研究発表を行った。

### 建て替え計画
渋谷区は2022年（令和4年）、教育目標や長寿命化計画を踏まえ、「未来の学校のコンセプト」と「新しい学校施設整備に当たっての考え方」の概要をまとめ、「渋谷区新しい学校づくり整備方針（2023年3月）、渋谷区立小学校と中学校の建て替えロードマップ」を発表した。
- 工事期間（解体1年、建築2年） - 2029年度（令和11年）〜 2031年度（令和13年）

## 教育方針
教育目標
「礼儀正しく思いやりのある人間」「社会に貢献しようとする人間」「個性と創造力豊な人間」
小学校の児童数と教員数
| 年度     | 児童総数 | 1年生 | 2年生 | 3年生 | 4年生 | 5年生 | 6年生 | 教員数 | 職員数 |
| -------- | -------- | ----- | ----- | ----- | ----- | ----- | ----- | ------ | ------ |
| 平成23年 | 145人    | 13人  | 27人  | 21人  | 42人  | 18人  | 24人  | 17人   | 7人    |
| 平成24年 | 143人    | 20人  | 17人  | 28人  | 22人  | 41人  | 15人  | 18人   | 7人    |
| 平成25年 | 150人    | 24人  | 18人  | 15人  | 28人  | 22人  | 43人  | 17人   | 7人    |
| 平成26年 | 149人    | 34人  | 24人  | 24人  | 17人  | 29人  | 21人  | 17人   | 6人    |
| 平成27年 | 169人    | 46人  | 31人  | 23人  | 22人  | 17人  | 30人  | 19人   | 5人    |
| 平成28年 | 202人    | 59人  | 48人  | 31人  | 24人  | 23人  | 17人  | 18人   | 5人    |
| 平成29年 | 246人    | 48人  | 64人  | 49人  | 35人  | 25人  | 25人  | 23人   | 5人    |
| 平成30年 | 284人    | 64人  | 48人  | 63人  | 47人  | 38人  | 24人  | 22人   | 5人    |
| 令和元年 | 327人    | 60人  | 62人  | 55人  | 61人  | 49人  | 40人  | 23人   | 6人    |
| 令和2年  | 338人    | 62人  | 54人  | 58人  | 54人  | 60人  | 50人  | 24人   | 5人    |
| 令和3年  | 356人    | 70人  | 63人  | 55人  | 60人  | 50人  | 58人  | 23人   | 5人    |
| 令和4年  | 366人    | 75人  | 71人  | 57人  | 56人  | 59人  | 48人  | 26人   | 5人    |
| 令和5年  | 365人    | 52人  | 74人  | 70人  | 56人  | 54人  | 59人  | 28人   | 2人    |

## 学校行事
放課後クラブ
渋谷区内の全区立小学校・全児童が対象の事業。校庭、体育館、図書館、特別教室など、学校施設を活用して活動している。
校外学習
渋谷区立小中学校の児童・生徒たちが、校外学習を行う宿泊施設があり、学校が使用しない期間は社会教育団体に開放している。利用資格は区内在住・在勤者を主とする社会教育団体が対象。
- 山中高原学園 - 〒401-0501 山梨県南都留郡山中湖村山中263
- 富山臨海学園 - 〒299-2216 千葉県南房総市久枝784

## 通学区域
子供が通学する学校は、住所により指定されている、また、2004年（平成16年）から学校選択希望制を導入しており、入学を希望する学校を選べる。学校選択希望制は、現行の通学区域を維持したうえで、通学区域外の学校を希望することが出来る制度で、特色のある学校づくりや地域に開かれた学校づくりを推進し、区民から選ばれる学校づくり等を図る。
住所別通学区域
| 広尾一丁目 | 広尾二丁目 | 広尾四丁目 | 広尾五丁目 | 恵比寿一丁目 | 恵比寿二丁目      | 恵比寿三丁目         |
| ---------- | ---------- | ---------- | ---------- | ------------ | ----------------- | -------------------- |
| 9番、10番  | 10 - 22番  | 全域       | 全域       | 29 - 31番    | 1 - 8番 11 - 39番 | 2 - 3番、 43番、45番 |

通学区域では調整区域を設けている、通学の距離等を考慮し保護者の申請により指定校の変更が出来る区域。
調整区域
| 希望校       | 指定校     | 町丁名       | 番                  |
| ------------ | ---------- | ------------ | ------------------- |
| 加計塚小学校 | 臨川小学校 | 恵比寿三丁目 | 2 - 3番、43番、45番 |

## 進学先中学校
中学校の学校別通学区域は、住所により指定されている。
渋谷区立広尾中学校
| 広尾一丁目 -二丁目 | 広尾三丁目       | 広尾四丁目 -五丁目 | 恵比寿一丁目 -四丁目 | 恵比寿南一丁目 | 恵比寿南二丁目      | 東二丁目      | 東三丁目 | 東四丁目  |
| ------------------ | ---------------- | ------------------ | -------------------- | -------------- | ------------------- | ------------- | -------- | --------- |
| 全域               | 2 - 3番 8 - 17番 | 全域               | 全域                 | 18 - 26番      | 12 - 18番 20 - 31番 | 8 - 17番 24番 | 1 - 16番 | 11 - 14番 |

## 幼稚園
臨川小学校には、渋谷区立臨川幼稚園が併設されている。

## 交通
鉄道
- JR線 - 山手線恵比寿駅から徒歩約8分。
- 東京メトロ日比谷線 - 恵比寿駅から徒歩約8分。

路線バス
- 都営バス - 都06系統、広尾一丁目より。

## ギャラリー
- 東側公道から校庭と校舎を見る（2015年2月撮影）
- 同左、（2015年2月撮影）
- 同左、（2015年2月撮影）

## 関係者
出身者
- 大山のぶ代（声優）

- 未来優希（女優）

- 今井正（映画監督）
- 糸山英太郎（政治家、実業家）